# Pallavolo ai II Giochi panafricani
Il torneo di pallavolo ai II Giochi panafricani si è disputato durante la II edizione dei Giochi panafricani, che si è svolta a Lagos, in Nigeria, nel 1973.

## Podi
| Evento                     | Oro    | Argento | Bronzo  |
| Torneo maschile (dettagli) | Egitto | Tunisia | Senegal |